# Капела Палатина
Капела Палатина (Cappella Palatina) је чувена капела коју је 1132. године додао краљ Роџер II (Ruggero II, Roger II) комплексу Норманске палате у Палерму учинивши је средиштем палате. Улаз у капелу је преко трема на другом нивоу унутрашњег дворишта Македа (Cortile Maqueda), које је уоквирено тремовима у три нивоа. Двориште је названо по вицекраљу који је наручио његову изградњу у XVI веку.

## Ентеријер капеле
Капела је у облику тробродне базилике са куполом и вишим средњим бродом кроз чије прозоре изнад бочних бродова продире светлост (базиликално осветљење). Одликује се изузетним мозаицима, дрвеном таваницом богато украшеном и осликаном и мермерним инкрустацијама на доњим деловима зидова и поду.
Капела је у центру палате. Изграђена је изнад старе капеле (сада крипте) из око 1080. Капела Палатина је грађена 8 година, и много дуже украшавана мозаицима и инкрустацијама. Светилиште је посвећено светом Петру и Павлу. Постоје три апсиде што је уобичајено у византијским храмовима. Осам лукова, по четири са сваке стране, раздвајају централни од бочних бродова. Лукови се ослањају на гранитне стубове са капителима са акантусовим лишћем.
Простор капеле подељен је на источни (олтарски и апсидални) део и западни (краљевски). Оба дела су подигнута изнад пода капеле са по пет степеника и крунисана су мозаиком Христа Пантократора. Тако је у капели остварен класични Византијски концепт Симфоније - склада и комплементарности између духовне и световне власти.

### Мозаици
Елеганција мозаика капеле је без премца због издужених пропорција фигура и заталасаних драперија. Чувени су и због суптилне модулације боја и осветљења. Најстарији су они који покривају тамбур и куполу и приказују Христа Пантократора окруженог арханђелима и анђелима. Светлуцави мозаици попречног брода, вероватно настали око 1140, који се приписују византијским мајсторима приказују сцене из дела апостолских. Свака композиција је у украшеном оквиру који се не разликује од мозаичких представа тога времена. Неколико мозаика су секуларног карактера са мотивима оријенталне флоре и фауне. То је вероватно једини значајни остатак секуларног византијског мозаика сачуваног до данас.
Остатак мозаика датира из седме и осме деценије XII века, и урађен је на једноставнији начин и пре је латинска него грчка представа вероватно локалног занатлије. Ти делови су више наративни и илустративни него трансцедентални.

### Стилови капеле
Капела хармонично обједињује различите стилове: норманску архитектуру, декорацију врата и таванице бочних бродова, византијску куполу и мозаике са арапским луковима и украсима таванице.
На пример, скупине четири осмокраке звезде, типичне за муслимански дизајн, распоређене су на таваници тако да формирају хришћански крст.
Мукарнас таванице има на стотине фацета осликаних чисто флоралним или зооморфним украсима, али и сценама свакодневног живота и још неодгонетнутих мотива. Роџер II од Сицилије такође је приказан у фацети. Под стилским утицајем ирачке, абасидске уметности, слике су иновативне по свеснијем схватању простора при презентацији особа и животиња. Други значајни делови капеле обухватају каролиншки престо, ниски плато за краљевске пријеме и балкон са кога је краљ одозго гледао религијске процесије.

## Спољашњи изглед
У почетку, Капела Палатина је била засебна грађевина, да би при реконструкцији Норманске палате постала њен део. Као резултат тога, три од четири спољна зида капеле су унутар палате. Само једна јужна фасада капеле гледа у двориште Македа, чинећи његову северну страну. Ова фасада је лођа из XVI века чији лукови почивају на шест стубова са коринтским капителима. Пет стубова направљено је од египатског гранита, а шести од зеленог мермера. У лођи су сачуване две реликвије из XII века. Мозаик, на којем краљ Роџер II уручује папску булу певачу Симону и камена плоча са воденим сатом (који није очуван) у част инаугурације Роџера II 1142. године са прикладним натписима исклесаним на грчком, латинском и арапском.
Зидови лође су украшени са шест мозаика с краја XVIII века, од којих су четири дело Сантија Кардинија из Ареца, а преостала два - Пиетра Казамасима. По својим идејама и изради ови мозаици не могу се поредити са мозаицима саме капеле, али су од интереса у погледу фабуле. Они представљају причу о Давиду и Авесалому:
- Давид оплакује смрт Авесалома, (2. Књига Самуилова 18: 33-19 7.)
- Јоав убија Авесалома (2. Књига Самуила 18: 14-15.)
- Авесаломова коса у гранама храста (2. Књига Самуила 18: 9-10.)
- Давидови ратници нападају Израелце побуњенике (2. Књига Самуила 18: 1-8.)
- Давид прашта Симеју; (2. Књига Самуила 19: 16-23.)
- Тријумф Давида и његових верних Јевреја.
Изнад двокрилних дрвених врата из XIX века, улаза у капелу, крајем XVIII века Пиетро Казамасима урадио је још један мозаик, на којем је митски дух Палермо (Genio di Palermo), приказан као крунисани старац у оклопу како држи медаљон са власницима тада владајућег краљевског пара Фердинанда III и Марије Каролине. Сви мозаици се налазе на спољњем зиду капеле и одражавају драматичну причу о Напуљској и Сицилијанској краљевини крајем XVIII века: инвазији француских револуционарних трупа, бегу краљевске породице из Напуља у Палермо, стварању Партенопејске републике у Напуљу, рату између републичке владе и санфедиста и накнадној рестаурацији Бурбона.